# Eine Herbstsymphonie
Eine Herbstsymphonie ist das umfangreichste Werk des Komponisten Joseph Marx. Die 4-sätzige Symphonie wurde in den Herbstmonaten des Jahres 1921 komponiert und am 5. Februar 1922 von den Wiener Philharmonikern unter Felix Weingartner uraufgeführt. Die Symphonie entstand in der von vielen bekannten Künstlern der damaligen Zeit häufig besuchten Sommerresidenz der Familie von Anna Hansa, der engen Freundin und Lebensgefährtin des Komponisten, in der kleinen, idyllischen Ortschaft Grambach bei Graz (heutige Adresse des Hauses: Joseph-Marx-Weg 5) und ist Anna Hansa selbst gewidmet. Die Sopranistin Anna Hansa (1877–1967) war eine Kunstförderin aus Graz, die durch ihre von Marx am Klavier begleiteten Liederabende in den Jahren 1909 und 1910 zur Wegbereiterin des internationalen Erfolgs seiner Lieder wurde und dem Komponisten bis zu dessen Tod im Jahre 1964 als Vertraute und Lebensgefährtin verbunden blieb.
Die Bezeichnungen der Sätze der Herbstsymphonie lauten:
1. Ein Herbstgesang. Ruhig.
2. Tanz der Mittagsgeister. Nicht zu rasch.
3. Herbstgedanken. Ruhig beginnend.
4. Ein Herbstpoem. Sehr lebhaft (poco presto.) (ursprünglicher Titel: Ernte und Einkehr)
Der Komponist wollte in der Herbstsymphonie die Stimmungen wiedergeben, die das Gemüt des Menschen im Herbst bewegen. Den Gesamtkontext des Werkes bilden jedoch neben dem Aspekt der Vergänglichkeit (den der Komponist vor allem in seinem fünfteiligen Orchesterliederzyklus „Verklärtes Jahr“ von 1930 bis 1932 vertonte) die Jahreszeiten, die den ewigen Kreislauf vom Werden und Vergehen in der Natur als Metapher auf die geistigen Phasen des menschlichen Lebens versinnbildlichen: Jugend und Lebendigkeit, Reife, Weisheit und Abschied. Der Herbst hat im Œuvre des Komponisten vielfach eine tragende Rolle gespielt, so auch in der 1911 komponierten Kantate „Herbstchor an Pan“ nach einem mythologischen Gedicht von Rudolf Hans Bartsch und in der symphonischen Dichtung „Feste im Herbst“, die 1946 in Abwandlung des 4. Satzes der Herbstsymphonie entstanden ist.
Wie durch Briefe des Komponisten sowie durch Zeitungsartikel und die 1943 veröffentlichte Joseph-Marx-Biographie des Musikwissenschaftlers Andreas Liess überliefert, geriet die Premiere der Herbstsymphonie zu einem Konzertskandal, als es zwischen einer Gruppe von Saboteuren der Aufführung und Teilen des Publikums zu Tumulten und körperlichen Auseinandersetzungen kam. Der Komponist erklärte die Uraufführung in einem offenen Brief vom 9. Februar 1922 an den Wiener Musikreferenten Hans Liebstöckl für musikalisch gescheitert:
[…] Es standen nur drei Proben zur Verfügung, die Sache ging im Tempo gerade so, daß alle Noten da waren – natürlich alles im Rohbau, nichts dynamisch herausgearbeitet. Nichtsdestoweniger blieb doch noch so viel vom Werk übrig, daß man – wenn man Ohren hatte und wollte – was Erträgliches hören konnte.
In den Jahren darauf erlebte die Herbstsymphonie Aufführungen in Europa, deren Erfolg von der damaligen Kritik einhellig auf den Dirigenten Clemens Krauss zurückgeführt wird, der dem Werk sehr zugetan war und in den Augen der Kritiker als „Klangspezialist“ den nötigen Zugang zur Partitur besaß, während man Felix Weingartner unterstellte, mit dem Dirigat der Uraufführung bzw. mit dem schwierigen Werk an sich überfordert gewesen zu sein. Ende der 1920er Jahre geriet die Herbstsymphonie aus bislang ungeklärten Gründen für nahezu acht Jahrzehnte in Vergessenheit, bis sie schließlich am 24. und 25. Oktober 2005 in Graz eine gefeierte Wiederaufführung durch den Dirigenten Michel Swierczewski und das Große „recreation“-Orchester Graz erlebte. Gemäß den Ankündigungen des Verlages Universal Edition und der Joseph-Marx-Gesellschaft folgten die US-Premiere des Werkes am 7. Dezember 2008 durch das American Symphony Orchestra unter der Leitung des Dirigenten Leon Botstein in New York und die britische Erstaufführung durch das London Philharmonic Orchestra unter Vladimir Jurowski am 29. November 2017. Zudem ist im Januar 2019 bei dem deutschen Label cpo die CD-Ersteinspielung dieses Werkes, aufgenommen von den Grazer Philharmonikern unter Johannes Wildner in Graz im Juni 2018, erschienen.
Mit einer ungefähren Spieldauer von 60 bis 75 Minuten (abhängig von den Tempi des Dirigenten und etwaigen Auslassungen) und einem überdimensionierten Orchesteraufgebot (4-fache Holzbläserbesetzung sowie 6 Hörner, 4 Trompeten, 3 Posaunen, 1 Baßtuba, Klavier, Celesta, zwei Harfen, Pauken, 9 Schlagzeugspieler und großes Streichorchester) gehört die Herbstsymphonie zu den längsten und am üppigsten besetzten symphonischen Werken der Musikgeschichte.